# Niebezpieczny raj
Niebezpieczny raj – polsko-amerykański film fabularny z 1931 roku. Adaptacja powieści Josepha Conrada Zwycięstwo.

## Obsada
- Maria Malicka - Alma
- Adam Brodzisz - Heyst
- Bogusław Samborski - Heyst
- Leon Recheński - Zangiacomo
- Robert Boelke - Jones
- Michał Halicz - Ricardo
- Louis Zellas - Pedro
- Stella Samborska - pani Zangiacomo
- Helena Górska-Brylińska - pani Schomberg